# Pratkowice
Pratkowice (prononciation [pratkɔˈvit͡sɛ]) est un village de la gmina de Wielgomłyny, du powiat de Radomsko, dans la voïvodie de Łódź, situé dans le centre de la Pologne.
Il se situe à environ 9 kilomètres (km) au nord-est de Wielgomłyny (siège de la gmina), 30 kilomètres à l'est de Radomsko (siège du powiat) et 86 kilomètres au sud de Łódź (capitale de la voïvodie).

## Administration
De 1975 à 1998, le village était attaché administrativement à l'ancienne voïvodie de Piotrków.

Depuis 1999, il fait partie de la nouvelle voïvodie de Łódź.